# Nias, Indonesien

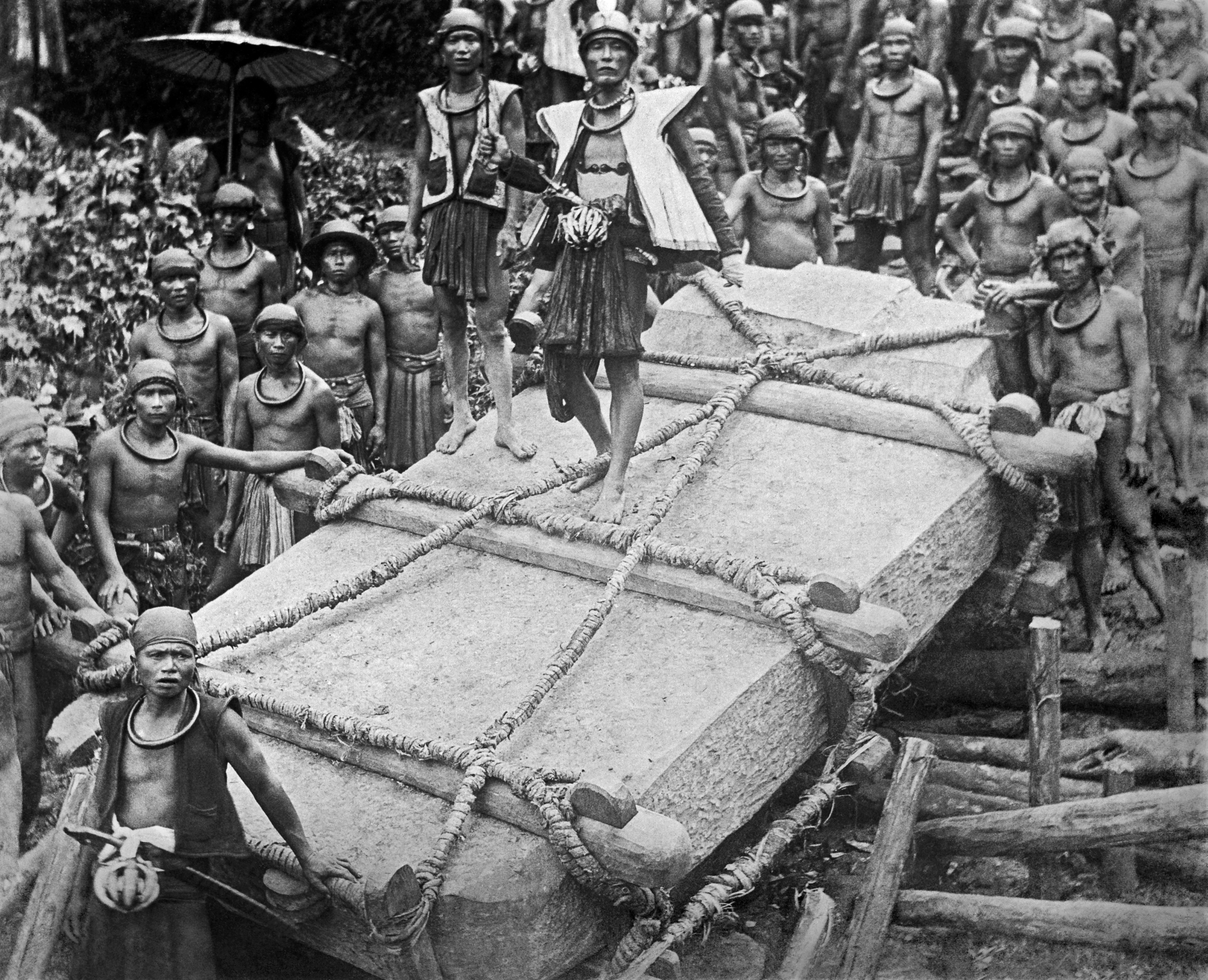
Befolkningen på Nias på väg att resa ett megalitiskt monument (1915). Det sägs att det tog 525 människor tre dagar att resa stenen i byn Bawemataloeo. (P. Boomgaard, 2001)

Nias (indonesiska: Pulau Nias; nias: Tanö Niha), är en ö sydväst om Sumatra, Indonesien.
Ön har en yta på 5121 kvadratkilometer. Kusten är svårtillgänglig. Ön är delvis vulkanisk och de högsta topparna når en höjd av 800 meter över havet. På Nias finns kol, järn och kopparförekomster. Huvudort är Gunungsitoli.

## Kultur

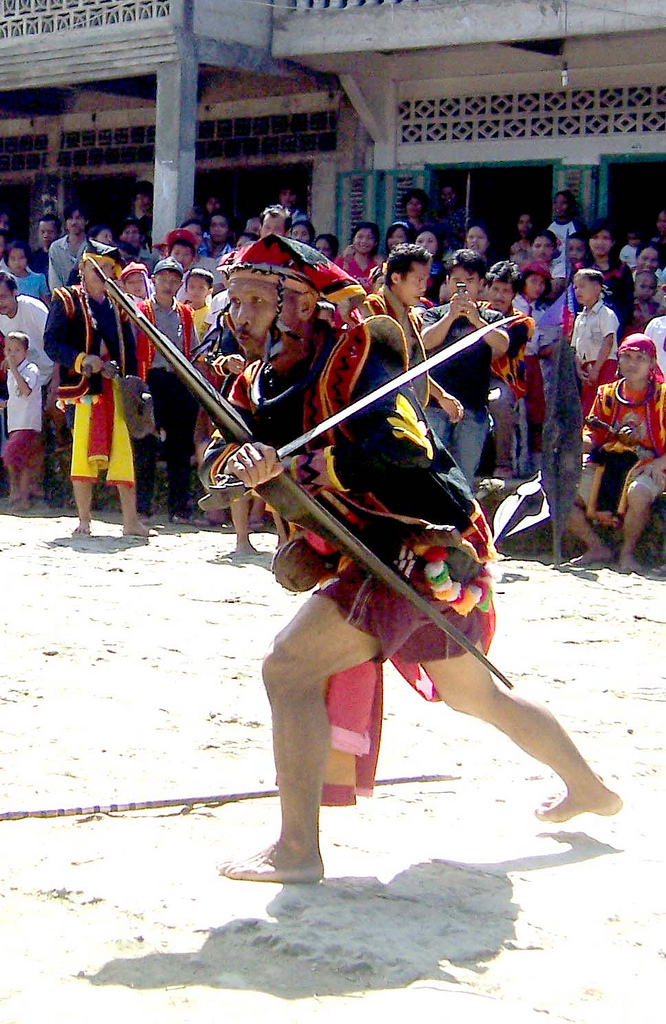
En dansare håller ett balato-svärd i en krigsdans.

Förfäderna till befolkningen på Nias var austromelanesoiderna som kom från Hoabinth i nuvarande Vietnam, ungefär 10000 f.Kr. Senare invandrade austronesier från Taiwan som var mer avancerade och tog över i området.
Även om ökedjan vid Nias varit isolerad från omvärlden har befolkningen på ön under långa tider idkat handel med andra öar och andra kulturer och även haft kontakt med fastlandet.
Det finns historiker och arkeologer som menar att den lokala kulturen på Nias tillhör de mycket få kvarvarande stenålderskulturerna. Detta är omtvistat, men faktum kvarstår att Nias relativa isolering från omvärlden gjort att en unik kultur kunnat bibehållas.
Nias är välkänt för sin mångfald av festivaler. De mest kända är Krigsdansen, som regelbundet uppförs för turisternas skull, och Stenhoppningen, en manbarhetsrit där unga män hoppar mellan stentorn. I gången tid var stenarna täckta med spikar och spetsad bambu.
I huvudorten Gunungsitoli finns Nias enda museum, “Museum Pusaka Nias” med över 6000 historiska föremål.
Den dominerande religionen på ön är protestantistisk kristendom. Drygt 80 procent av befolkningen är protestanter, återstoden är jämnt fördelad mellan muslimer (mestadels immigranter från andra delar av Indonesien) och katoliker. Det hindrar dock inte att gamla traditioner och ritualer lever kvar från urbefolkningens historia.

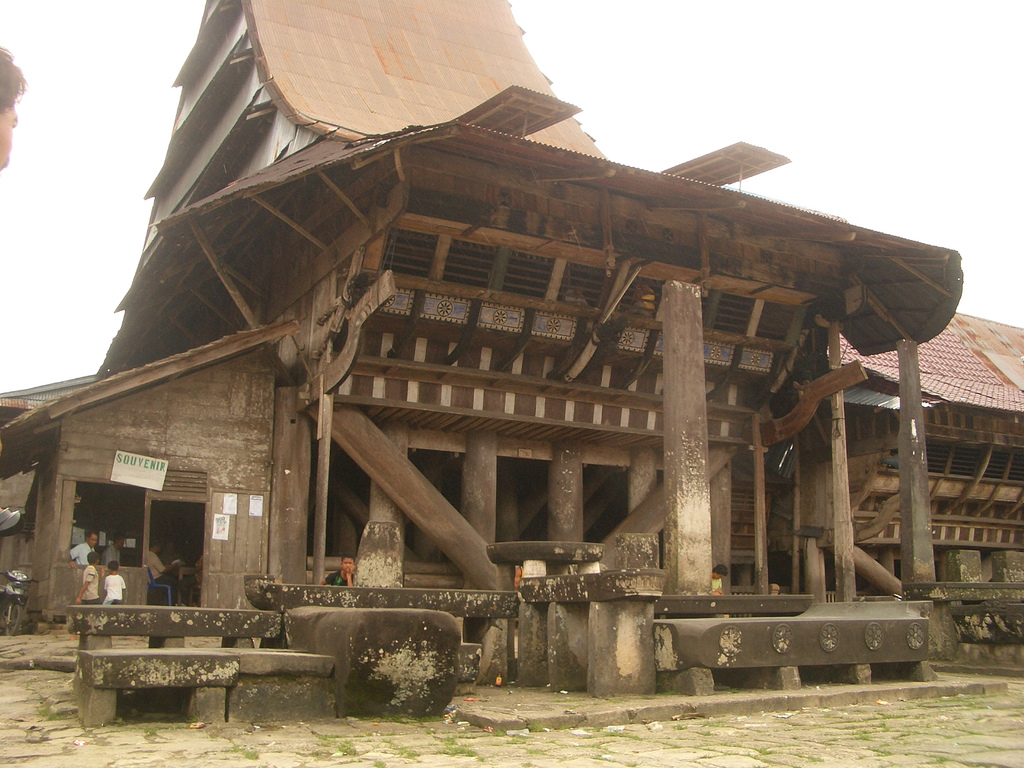
Ett traditionellt hus av typen omo sebua.

Det traditionella huset på Nias, en omo sebua, byggs stående på massiva pelare av järnträ, med spetsiga tak. Dessa hus står emot jordbävningar bra och var också ett bra skydd under tider med stamkrig. Vid jordbävningen i mars 2005, som hade sitt epicentrum mellan Nias och grannön Simeulue, raserades de flesta moderna byggnaderna, medan de traditionella husen stod kvar.